# Вишневецький Володимир Михайлович
Володимир Михайлович Вишневецький (нар. 15 липня 1900 — 28 грудня 1981) — учасник німецько-радянської війни, Герой Радянського Союзу (1944).

## Біографія
Народився в селі Новомиколаївка (нині Шевченківський район Харківської області України) у селянській родині. Українець. Закінчив початкову школу.
Брав участь у Громадянській війні з 1918 по 1923 рік.
З 1928 року голова сільради.
У 1941 році призваний до РСЧА. На фронтах німецько-радянської війни з листопада 1942 року.
Командир гармати 60-го гвардійського кавалерійського полку (16-а гвардійська кавалерійська дивізія, 7-й гвардійський кавалерійський корпус 61-а армія, Центральний фронт) відзначився під час битви за Дніпро. 20 вересня 1943 року на підступах до Дніпра біля села Лопатин (Чернігівська область) підбив танк, а 27 вересня 1943 року один з перших форсував Дніпро, де на правому березі в районі села Галки (Брагінський район Гомельської області) знищив 3 кулеметних точки і багато гітлерівців. До жовтня підбив загалом 4 танки.
9 лютого 1944 року присвоєно звання Героя Радянського Союзу.
Після війни демобілізований. Жив у селі Притрактове (Сайрамський район Чимкентської області Казахстану), працював у радгоспі. Помер 28 грудня 1981 року. Був похований у Чимкенті.